# Code Aster
Code_Aster ist eine freie FEM-Simulations-Software.
Sie wurde von Électricité de France (EDF) zunächst für den internen Gebrauch entwickelt, 1999 jedoch unter den Bedingungen der GPL freigegeben. Im deutschen Sprachraum aufgrund zunächst rein französischer Dokumentation weitgehend unbekannt, erfreut sich die Software im frankofonen Sprachraum und zunehmend auch im angloamerikanischen Raum steigender Beliebtheit. Eine englischsprachige Dokumentation der Software steht seit September 2011 offiziell zur Verfügung.
In direkten Vergleichen im Rahmen von Simulationsprojekten zur Reaktorsicherheit zeigte sich die Software kommerziellen Alternativen zumindest ebenbürtig. Sie stellt eine der Kernkomponenten von CAE Linux dar.
Maßgeblich eingesetzt wurde Code_Aster unter anderem in der Entwicklung des EPR.
Der Quellcode umfasst derzeit 1,2 Millionen Zeilen und trägt die Freigabe der EDF Nuclear Structures Safety Authority. Die Dokumentation umfasst 13.000 Seiten. 2.000 Testbeispiele sind verfügbar, anhand derer die Funktionalität des Programmes getestet werden kann.
Die Software bietet Finite-Elemente-Analyse und Numerische Simulation zur Berechnung mechanischer und thermischer, statischer und dynamischer Effekte für feste und flüssige Stoffe. Dabei können auch akustische und materialspezifische Einflüsse (u. a. Ermüdung, Korrosion) berücksichtigt werden. Es bestehen Schnittstellen zu anderen Programmen, darunter beispielsweise auch zu Salome. Die Software ist unter Linux und verschiedenen Unix-Derivaten einsetzbar, es bestehen aber auch nicht-offizielle Portierungen für Windows, z. B. als FEM-Erweiterung zu dem Zahnradprogramm KissSoft (Version 10.3) oder als kommerzielle Windows-Version (11.x) der Firma Alneos.